# Alduin I van Angoulême
Alduin I van Angoulême (overleden op 27 maart 916) was van 886 tot aan zijn dood graaf van Angoulême. Hij behoorde tot het huis Taillefer.

## Levensloop
Alduin I was de oudste zoon van graaf Wulgrin I van Angoulême en Regelendis, dochter van graaf Bernhard van Septimanië.
Na de dood van zijn vader erfde Alduin het graafschap Angoulême, terwijl zijn jongere broer Willem I het graafschap Périgord verwierf. Hij verdedigde net als zijn vader bepaalde delen van het hertogdom Aquitanië tegen invallen van de Vikingen en was verantwoordelijk voor de bouw van de stadsmuur van Angoulême. 
Hij overleed in 916, na een regering van dertig jaar, en werd bijgezet in de Abdij van Saint-Cybard. Zijn minderjarige zoon Willem II volgde hem op als graaf van Angoulême, zij het onder het regentschap van Alduins zwager Adhémar van Poitiers.

## Huwelijk en nakomelingen
Alduin was gehuwd met een vrouw die onbekend gebleven is. Uit hun huwelijk is een zoon bekend:
- Willem II (overleden in 962), graaf van Angoulême